# Уильямсон, Зайон
Зайон Латиф Уильямсон (англ. Zion Lateef Williamson; родился 6 июля 2000 года в Солсбери, Северная Каролина, США) — американский профессиональный баскетболист, выступающий в Национальной баскетбольной ассоциации за клуб «Нью-Орлеан Пеликанс». Играет в амплуа тяжёлого форварда. На студенческом уровне выступал за команду университета Дьюка «Дьюк Блю Девилз». Был выбран на драфте НБА 2019 года под общим первым номером.

## Студенческая карьера
Зайон Уильямсон сыграл первый матч за «Дьюк» 15 августа 2018 против баскетбольной команды канадского университета Райерсона. Он сделал дабл-дабл из 29 очков и 13 подборов, а также забил 3 из 4 трёхочковых броска. Перед началом сезона Зайона включили в список претендентов на награды: Приз имени Джона Вудена, Приз Нейсмита лучшему игроку года среди студентов. В первом матче регулярного сезона против Кентукки, сыгранного 6 ноября 2018 года, он за 23 минуты игрового времени набрал 28 очков. В следующей игре сезона против баскетбольной команды военной академии США Уильямсон набрал 27 очков, взял 16 подборов, сделал 6 блок-шотов.. Он стал вторым игроком в истории, на счету которого было по крайне мере 25 очков, 15 подборов, 5 блок-шотов. Впоследствии Зайона признали одновременно игроком и новичком недели конференции ACC.
Официальный телерадиовещатель баскетбольного турнира NCAA 2019 Си-би-эс сделал специальную камеру, которую назвали «Zion Cam», чтобы записывать выступления Уильямсона на протяжении всего турнира. 22 марта он набрал 25 очков в победном матче против «Северная Дакота Стэйт». 24 марта Зайон Уильямсон сделал дабл-дабл 32 очков и 11 подборов в поединке, в котором «Дьюк» был сильнее «Ю Си Эф». В финале Восточного региона на счету Зайона вновь был дабл-дабл из 24 очков и 14 подборов, но его команда проиграла «Мичиган Стэйт» и не вышла в Финал четырёх NCAA 2019. Он стал третьим первокурсником в истории после Кевина Дюранта и Энтони Дэвиса, который одновременно набрал 500 очков, совершил 50 перехватов, сделал 50 блок-шотов в одном сезоне NCAA.
15 апреля 2019 года Зайон Уильямсон объявил, что выставляет свою кандидатуру на драфт НБА. 20 июня Уильямсон был выбран на драфте под первым номером командой «Нью-Орлеан Пеликанс». 

## Профессиональная карьера

### Нью-Орлеан Пеликанс (2019—настоящее время)

#### Сезон 2019/20: Первая сборная новичков НБА
20 июня 2019 года «Нью-Орлеан Пеликанс» задрафтовали Уильямсона первым номером на драфте НБА 2019 года. 1 июля 2019 года Уильямсон официально подписал контракт с «Нью-Орлеан Пеликанс». 13 октября 2019 года Зайон порвал мениск во время предсезонной подготовки. 22 января 2020 года Зайон Уильямсон в первый раз сыграл за «Нью-Орлеан Пеликанс», приняв участие в матче против «Сан-Антонио Спёрс». Он отыграл 18 минут и закончил игру с 22 очками и 7 подборами, набрав 17 очков подряд за 3:08 минуты в четвертой четверти.
В своих первых восьми играх Уильямсон набирал не менее 20 очков в четырех матчах подряд, что стало самой длинной серией для новичка в сезоне; он также повторил самую длинную серию в истории франшизы «Пеликанс», набрав не менее 20 очков в шести из восьми игр и став седьмым по этому показателю среди всех новичков (больше всего таких игр было у Джа Моранта — 19) после победы со счетом 125:119 над «Чикаго Буллз» 7 февраля. 24 февраля он привел «Пеликанс» к победе над «Голден Стэйт Уорриорз» со счетом 115:101. С 28 очками  за рекордные 33 минуты игры в сезоне Уильямсон отставал всего на одну игру от Кармело Энтони по количеству игр подряд с 20 очками для 18-летнего игрока. Позже он стал первым 18-летним игроком в истории НБА, набравшим не менее 20 очков в 10 играх подряд. 1 марта Уильямсон набрал рекордные на тот момент в карьере 35 очков и 7 подборов в проигрыше от «Лос-Анджелес Лейкерс» со счетом 114:122. 
Уильямсон закончил свой первый сезон, набирая в среднем 22,5 очка при 58,3 процентах попаданий с игры, 6,3 подбора и 2,1 передачи за игру. Он занял первое место среди всех новичков по очкам за игру, второе по подборам за игру и первое по подборам в нападении за игру. Он стал первым новичком после Майкла Джордана, который провел 16 игр с 20 очками в своих первых 20 матчах, а также зафиксировал самый высокий средний результат в своих первых 24 играх в НБА после Джордана в 1983 году. 15 сентября Уильямсон был включен в первую сборную новичков НБА.

#### Сезон 2020/21: Первый выбор на матч всех звезд
12 февраля 2021 года Уильямсон набрал рекордные для себя 36 очков в матче против «Даллас Маверикс», проигранном со счетом 130-143; он завершил игру, реализовав 14 из 15 бросков с игры, что сделало его самым молодым игроком в истории НБА с 30 очками при 90 процентах точности бросков. 23 февраля 2021 года Уильямсон был выбран для участия в своем первом матче всех звезд НБА. 21 марта 2021 года Уильямсон набрал 30 очков и 6 подборов в матче против «Денвер Наггетс», который завершился победой со счетом 113:108.
В течение сезона Уильямсон сравнялся с Каримом Абдул-Джаббаром по самой длинной серии игр с 20 очками при 50-процентной реализации бросков в течение первых двух сезонов с сезона 1954/55. В конечном итоге серия выросла до 25 игр подряд, превзойдя показатели Уилта Чемберлена и Карла Мэлоуна, входящих в Зал славы, и сравнявшись с рекордом Шакила О'Нила из 25 таких игр подряд, причем ни у одного другого игрока не было более длинной серии с эры трехочковых в 1980 году; его серия игр с 20 очками при 50-процентной реализации и попытка превзойти рекорд О'Нила закончились поражением от «Бруклин Нетс» со счетом 111:139 7 апреля.

#### Сезон 2021/22: операция и год отсутствия
В межсезонье Уильямсон получил перелом Джонса в правой стопе и перенес последующую операцию. В конце сентября руководители команды надеялись, что он будет готов вернуться к началу сезона. К середине октября сроки его ожидаемого возвращения были продлены до декабря. В середине декабря было объявлено, что травма медленно заживает, и он, скорее всего, будет отсутствовать еще четыре-шесть недель с возможным возвращением в игру около перерыва на матч всех звезд. В середине марта было объявлено, что Уильямсон не будет играть в этом сезоне. Таким образом, Зайон полностью пропустил сезон 2021/22 из-за травмы.

#### Сезон 2022/23: Продление контракта и травма, закончившая сезон
6 июля 2022 года Уильямсон подписал с «Нью-Орлеан Пеликанс» пятилетнее продление контракта с гарантированной суммой в $193 млн, которая увеличится до $231 млн, если он попадет в сборную НБА в сезоне 2022/23. Уильямсон вернулся после травмы 4 октября 2022 года, набрав 13 очков, четыре подбора, одну передачу и один перехват в предсезонном матче против «Чикаго Буллз».
19 октября Уильямсон вернулся в регулярный сезон, набрав 25 очков, девять подборов, три передачи и четыре перехвата в матче против «Бруклин Нетс». 2 декабря Уильямсон набрал 30 очков и достиг карьерных максимумов, сделав 15 подборов и восемь передач в матче против «Сан-Антонио Сперс». 9 декабря Зайон набрал 35 очков, а также сделал семь подборов, четыре перехвата и один блок в матче против «Финикс Санз», что стало для него лучшей игрой в сезоне. Данк, который Уильямсон сделал на последних секундах игры, стал причиной потасовки между игроками «Пеликанс» и «Санз».
12 декабря Уильямсон был назван игроком восьмой недели Западной конференции НБА (5-11 декабря), что стало его первой наградой в качестве игрока недели НБА. Он привел «Новый Орлеан» к непобедимой серии из трех побед, набирая 33,0 очка и 8,3 подбора при 70,4% попаданий с игры. 28 декабря Уильямсон набрал максимальные в карьере 43 очка в победе над «Миннесотой Тимбервулвз» со счетом 119:118. Уильямсон выбыл из строя 2 января 2023 года с травмой подколенного сухожилия. Поначалу представители команды надеялись, что он будет готов вернуться к концу января. 26 января 2023 года Уильямсон был выбран для участия в своем втором матче всех звезд НБА. Однако из-за его отсутствия Уильямсона заменил Энтони Эдвардс. 13 февраля представители команды сообщили, что Уильямсон пропустит несколько недель после перерыва на матч всех звезд. Впоследствии, в начале апреля, представители команды подтвердили, что Уильямсон пропустит остаток регулярного сезона. Впоследствии Уильямсон пропустил игру розыгрыша плей-ин «Пеликанс» против «Оклахома-Сити Тандер», которую «Нью-Орлеан» проиграл, что завершило сезон для клуба.

#### Сезон 2023/24: Возвращение после травмы
29 ноября 2023 года Уильямсон набрал 33 очка, реализовав 11 из 12 бросков с игры и 11 из 12 с линии штрафных бросков, а также восемь подборов, шесть передач и три перехвата в победе над «Филадельфией Севенти Сиксерс» со счетом 124:114. 2 февраля 2024 года Уильямсон набрал 33 очка, сделал 8 подборов и сделал победный бросок в матче с «Сан-Антонио Сперс» (114:113). 16 апреля Уильямсон в своем первом выступлении в плей-ин набрал 40 очков, сделал 11 подборов и отдал 5 передач в матче с «Лос-Анджелес Лейкерс» (106:110). Его дебют в плей-офф НБА был прерван из-за травмы, полученной на последних минутах игры.

#### Сезон 2024/25: Дальнейшая борьба с травмами
Хотя Уильямсон был здоров в начале регулярного сезона, в начале сезона он получил растяжение левого подколенного сухожилия, из-за чего пропустил 27 игр. Он вернулся после травмы 8 января 2025 года, набрав 22 очка за чуть менее 28 минут в матче с «Тимбервулвз» (97:104). 10 января команда дисквалифицировала его на одну игру из-за опоздания на командный рейс. Главный тренер «Пеликанс» Уилли Грин заявил: «Было несколько случаев, которые привели к дисквалификации Уильямсона». 27 февраля Уильямсон сделал свой первый в карьере трипл-дабл, набрав 27 очков, 11 передач и 10 подборов в победе над «Финикс Санз» со счетом 124:116. 11 марта он сделал еще один трипл-дабл, набрав 22 очка, 12 передач и 10 подборов в победе над «Лос-Анджелес Клипперс» со счетом 127:120. 19 марта он получил ушиб кости в нижней части спины, завершив сезон всего на 30 сыгранных матчах.

## Статистика

### Статистика в НБА
| Сезон                                                                                    | Команда    | Регулярный сезон | Регулярный сезон | Регулярный сезон | Регулярный сезон | Регулярный сезон | Регулярный сезон | Регулярный сезон | Регулярный сезон | Регулярный сезон | Регулярный сезон | Регулярный сезон | Серия плей-офф | Серия плей-офф | Серия плей-офф | Серия плей-офф | Серия плей-офф | Серия плей-офф | Серия плей-офф | Серия плей-офф | Серия плей-офф | Серия плей-офф | Серия плей-офф |
| Сезон                                                                                    | Команда    | GP               | GS               | MPG              | FG%              | 3P%              | FT%              | RPG              | APG              | SPG              | BPG              | PPG              | GP             | GS             | MPG            | FG%            | 3P%            | FT%            | RPG            | APG            | SPG            | BPG            | PPG            |
| ---------------------------------------------------------------------------------------- | ---------- | ---------------- | ---------------- | ---------------- | ---------------- | ---------------- | ---------------- | ---------------- | ---------------- | ---------------- | ---------------- | ---------------- | -------------- | -------------- | -------------- | -------------- | -------------- | -------------- | -------------- | -------------- | -------------- | -------------- | -------------- |
| 2019/20                                                                                  | Нью-Орлеан | 24               | 24               | 27,8             | 58,3             | 42,9             | 64,0             | 6,3              | 2,1              | 0,7              | 0,4              | 22,5             | Не участвовал  | Не участвовал  | Не участвовал  | Не участвовал  | Не участвовал  | Не участвовал  | Не участвовал  | Не участвовал  | Не участвовал  | Не участвовал  | Не участвовал  |
| 2020/21                                                                                  | Нью-Орлеан | 61               | 61               | 33,2             | 61,1             | 29,4             | 69,8             | 7,2              | 3,7              | 0,9              | 0,6              | 27,0             | Не участвовал  | Не участвовал  | Не участвовал  | Не участвовал  | Не участвовал  | Не участвовал  | Не участвовал  | Не участвовал  | Не участвовал  | Не участвовал  | Не участвовал  |
| 2022/23                                                                                  | Нью-Орлеан | 29               | 29               | 33,0             | 60,8             | 36,8             | 71,4             | 7,0              | 4,6              | 1,1              | 0,6              | 26,0             | Не участвовал  | Не участвовал  | Не участвовал  | Не участвовал  | Не участвовал  | Не участвовал  | Не участвовал  | Не участвовал  | Не участвовал  | Не участвовал  | Не участвовал  |
| 2023/24                                                                                  | Нью-Орлеан | 70               | 70               | 31,5             | 57,0             | 33,3             | 70,2             | 5,8              | 5,0              | 1,1              | 0,7              | 22,9             | Не участвовал  | Не участвовал  | Не участвовал  | Не участвовал  | Не участвовал  | Не участвовал  | Не участвовал  | Не участвовал  | Не участвовал  | Не участвовал  | Не участвовал  |
| 2024/25                                                                                  | Нью-Орлеан | 30               | 30               | 28,6             | 56,7             | 23,1             | 65,6             | 7,2              | 5,3              | 1,2              | 0,9              | 24,6             | Не участвовал  | Не участвовал  | Не участвовал  | Не участвовал  | Не участвовал  | Не участвовал  | Не участвовал  | Не участвовал  | Не участвовал  | Не участвовал  | Не участвовал  |
|                                                                                          | Всего      | 214              | 214              | 31,4             | 58,9             | 32,7             | 68,9             | 6,6              | 4,3              | 1,0              | 0,6              | 24,7             | Не участвовал  | Не участвовал  | Не участвовал  | Не участвовал  | Не участвовал  | Не участвовал  | Не участвовал  | Не участвовал  | Не участвовал  | Не участвовал  | Не участвовал  |
| Наведите курсор мыши на аббревиатуры в заголовке таблицы, чтобы прочесть их расшифровку. |            |                  |                  |                  |                  |                  |                  |                  |                  |                  |                  |                  |                |                |                |                |                |                |                |                |                |                |                |

### Статистика в NCAA
| Сезон | Команда | Conf  | Class | GP | GS | MPG  | FG%  | 3P%  | FT%  | RPG | APG | SPG | BPG | PPG  |
| --- | ------- | ----- | ----- | -- | -- | ---- | ---- | ---- | ---- | --- | --- | --- | --- | ---- |
| 2018/19 | Дьюк    | ACC   | FR    | 33 | 33 | 30,0 | 68,0 | 33,8 | 64,0 | 8,9 | 2,1 | 2,1 | 1,8 | 22,6 |
| Всего | Всего   | Всего | Всего | 33 | 33 | 30,0 | 68,0 | 33,8 | 64,0 | 8,9 | 2,1 | 2,1 | 1,8 | 22,6 |
| Наведите курсор мыши на аббревиатуры в заголовке таблицы, чтобы прочесть их расшифровку Статистика приведена с сайта sports-reference.com |         |       |       |    |    |      |      |      |      |     |     |     |     |      |

## Личная жизнь
Уильямсон родился в Солсбери, штат Северная Каролина, в семье Лейтифа Уильямсона и Шаронды Сэмпсон. Отец Уильямсона был футбольным защитником в средней школе Майо в Дарлингтоне, штат Южная Каролина. Мать Уильямсона была спринтером в Ливингстоне и стала учителем здоровья и физической культуры в средней школе. Она назвала Уильямсона в честь библейской горы Сион близ Иерусалима, следуя совету своей бабушки, чтобы его имя было "чем-то особенным". Когда Уильямсону исполнилось два года, после смерти его бабушки по материнской линии его семья переехала во Флоренс, штат Южная Каролина. Когда Уильямсону было пять лет, его родители развелись, и его мать вышла замуж за Ли Андерсона, бывшего баскетболиста колледжа Клемсона.
23 июля 2019 года Уильямсон подписал пятилетний контракт на 75 миллионов долларов с брендом Air Jordan. Сделка Уильямсона - вторая по величине сделка новичка в истории, уступающая только сделке Леброна Джеймса на 90 миллионов долларов, подписанной в 2003 году.
13 марта 2020 года Уильямсон пообещал выплатить месячную зарплату всем сотрудникам стадиона Смути-кинг-центр во время приостановки сезона НБА 2019/20, которая была вызвана пандемией коронавирусной инфекции. Он был одним из нескольких баскетбольных звёзд, помогавших работникам арены.